# Federal de Forbes
El federal de Forbes (Anumara forbesi) és un ocell de la família dels ictèrids (Icteridae) i única espècie del gènere Anumara (Sclater, PL, 1886), si bé ha estat inclosa a Curaeus.

## Hàbitat i distribució
habita boscos, matolls i terres de conreu de l'est del Brasil.